# 埃兰库尔 (加来海峡省)
埃兰库尔（法語：Herlincourt，法語發音：[ɛʁlɛ̃kuʁ]）是法国上法兰西大区加来海峡省的一个市镇，属于阿拉斯区。

## 地理
埃兰库尔（50°20'41"N, 2°18'3"E）面积2.95 平方千米，位于法国上法蘭西大區加来海峡省，该省份为法国北部沿海省份，西北濒北海，南至索姆省，东临北部省。
与埃兰库尔接壤的市镇（或旧市镇、城区）包括：拉姆库尔、克鲁瓦塞特、欧特克洛克。
埃兰库尔的时区为UTC+01:00、UTC+02:00（夏令时）。

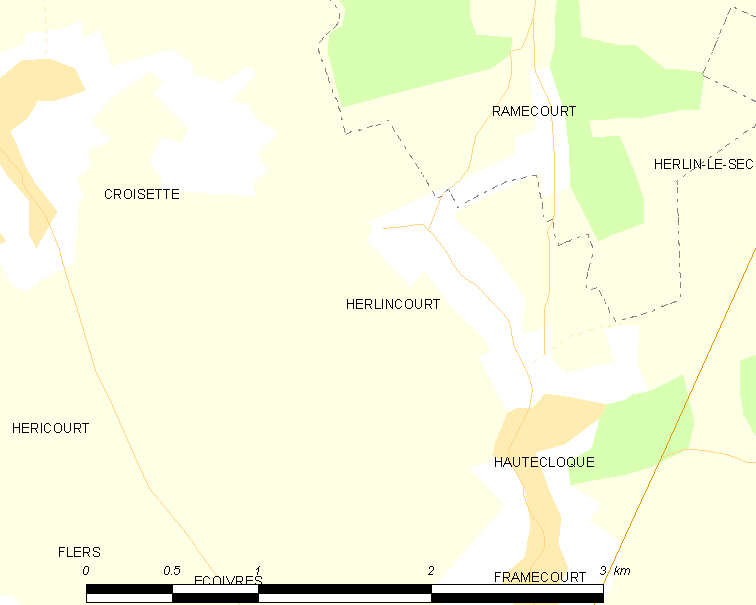
埃兰库尔的OSM定位图

## 行政
埃兰库尔的邮政编码为62130，INSEE市镇编码为62435。

## 政治
埃兰库尔所属的省级选区为泰努瓦斯河畔圣波勒县。

## 人口

1962-2008年间埃兰库尔人口变化图示

埃兰库尔于2022年1月1日时的人口数量为106人。